# Гилбърт (Аризона)
Гилбърт (на английски: Gilbert) е град в щата Аризона, САЩ. Гилбърт е с население от 173 989 жители (2005) и обща площ от 111,90 km². Гилбърт има статут на градче (town), а не град (city), и е най-голямото населено място със статут на градче в САЩ. Гилбърт е най-бързо растящото населено място в Аризона между 1990 – 2000 г. като е нараснал от 29 122 жители през 1990 г. до 109 697 жители през 2000 г.

## Население
Население на Гилбърт през годините:
- 1950 г. – 1833 жители
- 1960 – 1971
- 1970 – 5717
- 1980 – 16 920
- 1990 – 29 122
- 2000 – 109 697
- 2005 – 173 989

## Побратимени градове
- Нютаунаби, Северна Ирландия